# Camptotypus philippinus
Camptotypus philippinus är en stekelart som först beskrevs av Morley 1914.  Camptotypus philippinus ingår i släktet Camptotypus och familjen brokparasitsteklar. Utöver nominatformen finns också underarten C. p. notialis.